# Hypocrites
Hypocrites is een kevergeslacht uit de familie van de boktorren (Cerambycidae). De wetenschappelijke naam van het geslacht werd voor het eerst geldig gepubliceerd in 1872 door Olof Immanuel Fåhræus.

## Soorten
Hypocrites omvat de volgende soorten:
- Hypocrites ambiguus Fåhraeus, 1872
- Hypocrites elgonensis (Aurivillius, 1925)
- Hypocrites fulvipes (Fåhraeus, 1872)
- Hypocrites imperialis (White, 1853)
- Hypocrites juheli Adlbauer, 2009
- Hypocrites kraussii (White, 1853)
- Hypocrites obtusipennis Bates, 1879
- Hypocrites puchneri Adlbauer, 2009
- Hypocrites tenuis Bates, 1879
- Hypocrites werneri Adlbauer, 2003